# Koellensteinia abaetana
Koellensteinia abaetana är en orkidéart som beskrevs av L.P.Queiroz. Koellensteinia abaetana ingår i släktet Koellensteinia och familjen orkidéer. Inga underarter finns listade i Catalogue of Life.